# Königsheim
Königsheim es un municipio alemán con unos 560 habitantes y un área de 436 ha en el distrito de Tuttlingen en el estado federado de Baden-Wurtemberg.